# Älvsbacka

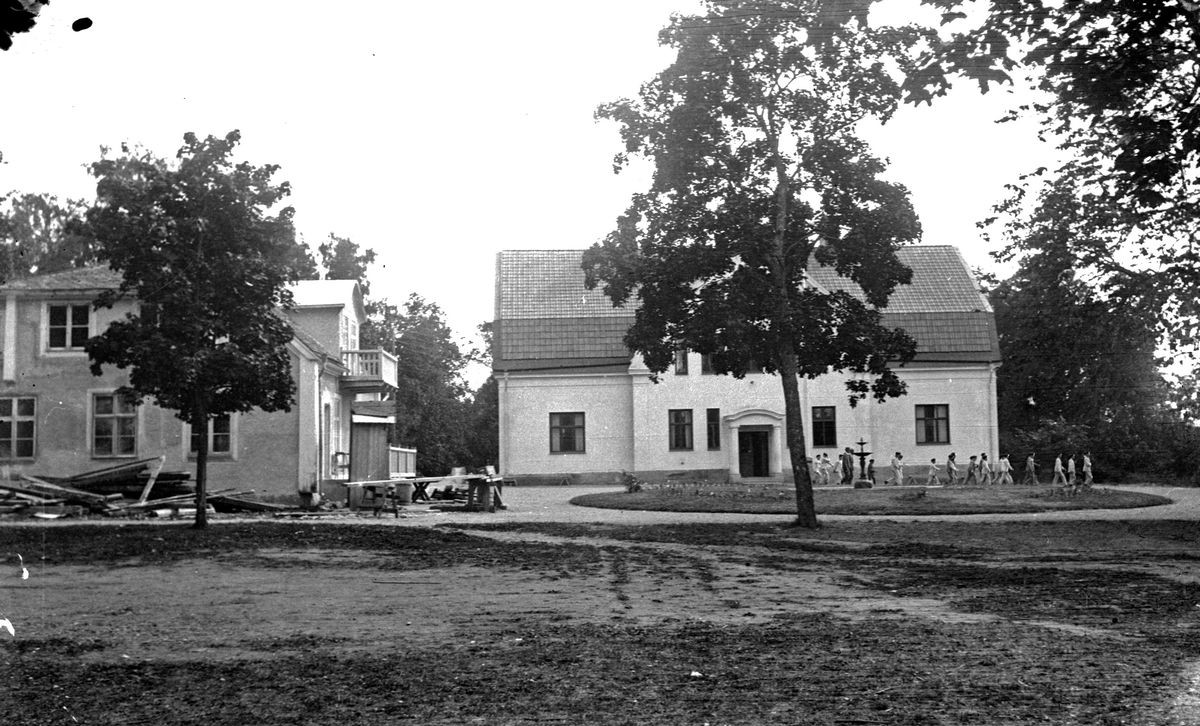
Älfåsens skyddshem 1935

Älvsbacka är en kyrkby i Älvsbacka socken  i Karlstads kommun i Värmlands län. Orten ligger cirka 15 km norr om Molkom och invid sjön Östra Örten.

## Älvsbacka bruk
Älvsbacka bruk (även kallat Östanås bruk) som ligger cirka två kilometer norr om kyrkbyn anlades 1642 då borgmästaren Lars Ingmansson i Karlstad fick privilegium på den första stångjärnshammaren. Läget var gott eftersom det fanns mycket skog för kolning och nivåskillnaden mellan sjöarna Gräsmången och Lersjön skapade ett flertal vattenfall. Redan vid 1600-talets slut var det ett av de största i Värmland och utbyggdes under 1700-talet bland annat med ett manufakturverk för takplåt.

### Älvsbacka järnväg
För brukets transportbehov av ved, smältjärn, sågat virke, valsat järn och tackjärn anlades en 1,85 kilometer lång järnväg med en spårvidd av 630 millimeter. Den öppnades för trafik 1865 och lades ner då bruksdriften upphörde 1893.

### Skyddshem, verkstadsskola, turistanläggning och flyktingförläggning
Brukets byggnader användes senare som ett så kallat skyddshem för vanartiga barn. I 32 år, från 1905 till 1937, bodde 364 pojkar på hemmet. Från 1939 blev området en verkstadsskola, därefter turistanläggningen Bäverland och från 1989 hyrde Invandrarverket området och drev en flyktingförläggning, som sedan lades ner.